# Oops!... I Did It Again
Oops!... I Did It Again é o segundo álbum de estúdio da artista musical estadunidense Britney Spears, lançado em 3 de maio de 2000 pela Jive Records. Após o enorme sucesso comercial de seu primeiro álbum de estúdio ...Baby One More Time (1999) e a conclusão de sua turnê de mesmo título, Spears começou a gravar material para seu segundo álbum de estúdio, entre setembro de 1999 até abril de 2000, em estúdios nos Estados Unidos, Canadá e na Suécia. Pressionada a duplicar o sucesso de ...Baby One More Time, ela colaborou com uma ampla gama de produtores musicais, incluindo Max Martin, Rami Yacoub, Per Magnusson, David Kreuger, Kristian Lundin, Jake Schulze, Darkchild, e Robert John "Mutt" Lange para seu disco seguinte.
O resultado foi um disco, musicalmente, derivado por pop, dance-pop e teen pop, extremamente ao estilo de seu antecessor, mas incorporando gêneros urbanos como o funk e R&B. Sua instrumentação é constituída por sintetizadores, baixo, bateria, guitarra, teclado e piano. Liricamente, as faixas referem-se ao amor, solidão, autoempoderamento e fama, sendo descrito pela intérprete como um material mais maduro que seu antecessor. A mídia especializada o recebeu com revisões positivas, a qual prezou sua produção e os vocais da artista. Como resultado, foi indicado a Melhor Álbum Pop Vocal durante a 43.ª cerimônia dos Grammy Awards.
Comercialmente, o disco foi um grande sucesso, liderando as tabelas de álbuns de países como Alemanha, Argentina, Áustria, Bélgica, Austrália, Canadá, Portugal, Suíça e de outros vários países, ao passo que se qualificou entre os dez primeiros na Finlândia, Itália, Japão, Irlanda, Nova Zelândia e em outras nações. Nos Estados Unidos, converteu-se no segundo disco consecutivo da artista a debutar na liderança da Billboard 200. Suas 1 milhão e 319 mil cópias vendidas no país em sua primeira semana tornara-se o valor mais alto por um disco de uma artista feminina em uma única semana, recorde mantido por Spears durante 15 anos, até ser superado por 25 (2015), de Adele, que vendeu mais de 3 milhões de cópias na sua semana de lançamento. O material obteve certificação de diamante (10x platina) pela Recording Industry Association of America (RIAA), denotando vendas de 10 milhões de unidades em território estadunidense. Foi o terceiro CD mais vendido no país e no mundo em 2000 e comercializou vinte milhões de unidades mundialmente, sendo o segundo álbum mais vendido de Spears e um dos mais vendidos de todos os tempos.
Para promover o disco, quatro singles foram lançados; "Oops!... I Did It Again", o primeiro, tornou-se um sucesso internacional, alcançando o primeiro lugar nas paradas musicais da Austrália, Canadá, Reino Unido e nove outros países, ao mesmo tempo, em que conseguiu a posição nove no Billboard Hot 100, sendo, ainda, indicado a Melhor Performance Feminina Pop durante a 43.ª cerimônia dos Grammy Awards. "Lucky", lançado na sequência, listou-se entre os dez primeiros em 16 países, mas obteve apenas a posição 23 na Billboard Hot 100. O terceiro, "Stronger", teve o número 11 como melhor na Billboard Hot 100 e se tornou o single mais vendido do álbum. "Don't Let Me Be The Last To Know", a última a ser distribuída, angariou desempenho moderado em toda a Europa e falhou completamente nos Estados Unidos. Como forma de divulgação, Spears apresentou-se em diversas premiações e programas televisivos e embarcou na turnê mundial Oops!... I Did It Again World Tour (2000-01), com o qual visitou a América do Norte, Europa e Brasil. O disco é creditado por provar que a cantora não era uma artista de um só sucesso e foi capaz de estabelecê-la em uma posição permanente no mundo da música.

## Antecedentes e desenvolvimento

### Ascensão e popularidade

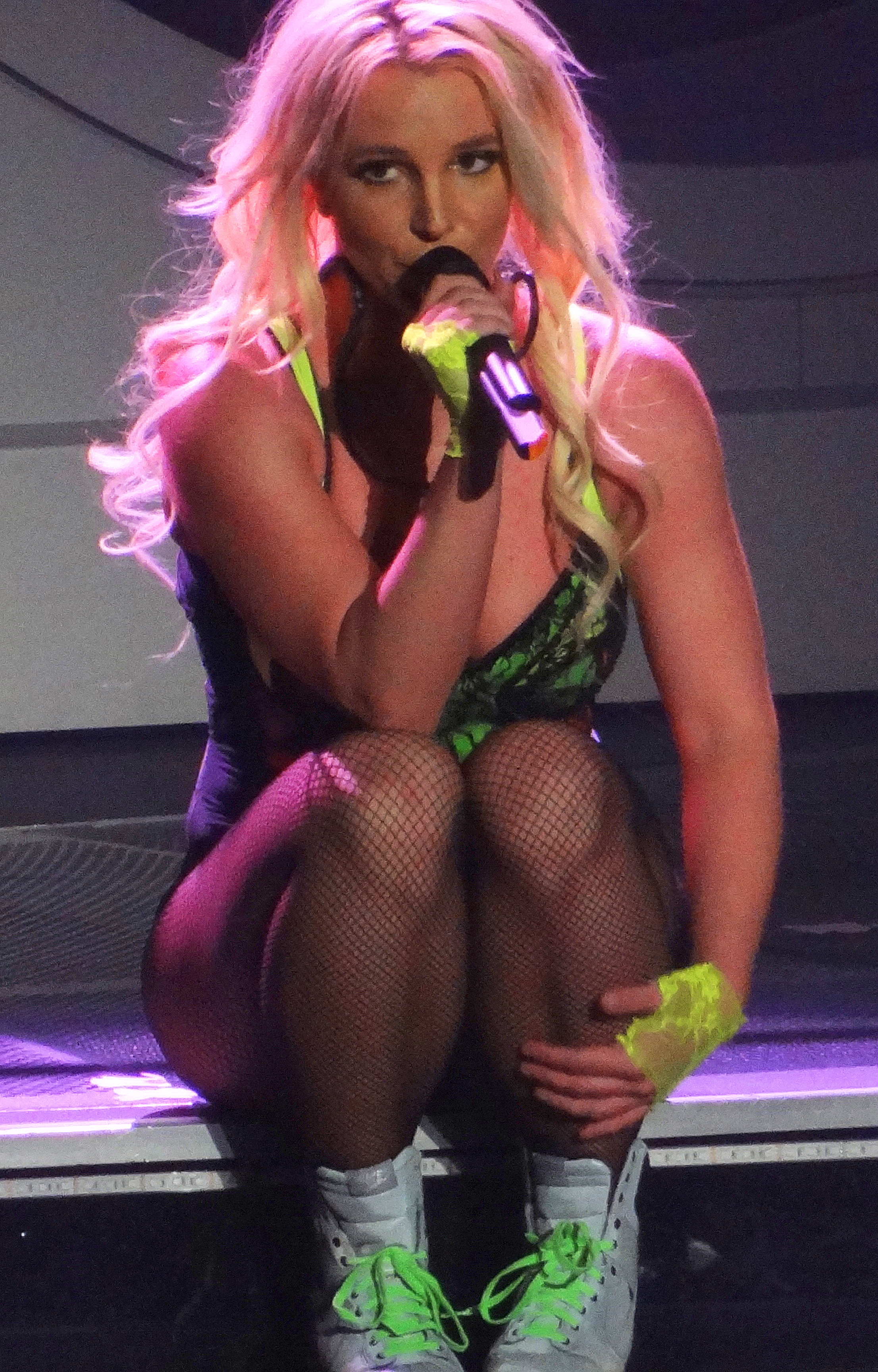
Spears apresentando "Lucky" durante a residência Britney: Piece of Me, em Las Vegas, em 2014.

Em 1997, Spears, de 15 anos, assinou um contrato com a Jive Records depois que os planos para ela se juntar ao grupo feminino de música pop Innosense não se concretizaram. Seu primeiro disco, ...Baby One More Time, veio a ser distribuído em 12 de janeiro de 1999 e recebeu análises mistas da mídia especializada, debutando na primeira colocação da Billboard 200 com 121 mil unidades adquiridas. Foi certificado como diamante (14× platina) pela Recording Industry Association of America (RIAA), e vendeu mais de 30 milhões de unidades mundialmente. Com isso, tornou-se, segundo o Livro Guinness dos Recordes, o mais vendido de todos os tempos por um artista adolescente. A faixa homônima foi lançada como o single inicial do projeto. O compacto vendeu 500 mil cópias em um dia, atingindo a liderança da Billboard Hot 100 por duas semanas consecutivas, assim como em quase todos os países onde entrou. Mais tarde, a obra recebeu uma indicação de Melhor Performance Pop Vocal Feminina durante a 42.ª edição dos Grammy Awards.
Ainda em 1999, Spears foi capa da revista musical Rolling Stone. A imagem caracterizou-a deitada em uma cama, vestindo um sutiã, uma bermuda e um top aberto. A American Family Asssociation (AFA) referiu-se à fotografia como "uma perturbadora mistura da inocência infantil e a sexualidade adulta" e pediu aos "americanos fiéis a Deus para boicotar lojas que vendem álbuns" da cantora. Ela respondeu ao comentário com a seguinte frase: "Qual é o grande problema? Tenho valores morais sólidos. [...] Eu faria novamente. Eu pensei que as imagens fossem boas. E eu estava cansada de ser comparada todos os dias a Debbie Gibson e a todo esse movimento bubblegum pop". Em 28 de junho seguinte, a cantora iniciou sua primeira turnê, a ...Baby One More Time Tour, na América do Norte. Embora tenha sido positivada por profissionais, em março de 2000, Spears estendeu a digressão sob o nome de Crazy 2K Tour. Nesse período, ela estreou canções de seu então futuro álbum de estúdio durante alguns shows.

### Gravação

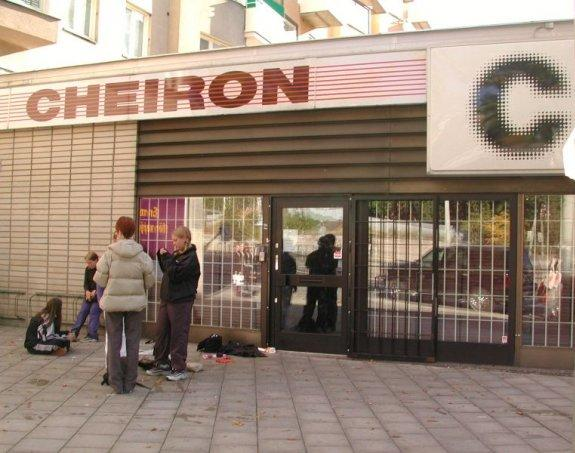
O Cheiron Studios foi um dos estúdios em que as gravações de Oops!... I Did It Again ocorreram.

Depois de seis dias de férias após a conclusão da turnê ...Baby One More Time Tour em setembro de 1999, Spears retornou à cidade de Nova Iorque em 20 de setembro para começar a gravar músicas para seu segundo álbum de estúdio. Os produtores Max Martin, Eric Foster White, Diane Warren, Robert Lange, Steve Lunt e Babyface fizeram contribuições para o projeto. "Where Are You Now" e a faixa bônus "You Got It All" — uma regravação da música de mesmo título da banda Jets — foram retiradas das sessões de gravação de ...Baby One More Time. As músicas "Oops!... I Did It Again", "Walk on By", "What U See (Is What U Get)" e "Don't Go Knockin' on My Door" foram gravadas nos Cheiron Studios na primeira semana de novembro. A cantora deu voz a "Don't Let Me Be the Last to Know" na Suíça, em dezembro de 1999; Lange produziu a música. "Stronger" e "Lucky" logo se seguiram, e foram finalizados com a faixa-título em janeiro de 2000.
Em janeiro, o álbum então sem título estava na metade do caminho para ser concluído. Faixas instrumentais e melodias de "Girl in the Mirror" e "Can't Make You Love Me" foram gravadas no outono de 1999 na Suécia, com Spears adicionando seus vocais em 14 de janeiro nos Parc Studios em Orlando, Flórida. Após gravar internacionalmente, ela retornou à cidade de Nova Iorque, juntando-se ao produtor Steve Lunt para gravar "When Your Eyes Say It", escrita por Diane Warren no Battery Studios em 28 de janeiro, que precedeu sua aparição no Total Request Live naquele dia. "One Kiss from You" também foi gravada nos Battery Studios, sendo posteriormente finalizada no 3rd Floor em Nova Iorque. Spears também registrou uma fita demo e gravou "Dear Diary", que mais tarde seria concluída nos East Bay Recording em Tarrytown, estado de Nova Iorque e nos Avatar Studios na cidade de Nova Iorque. A regravação de "(I Can't Get No) Satisfaction" foi registrada nos Pacifique Recording Studios em Los Angeles, entre 24 a 26 de fevereiro de 2000, com Rodney Jerkins, após a 42.ª cerimônia dos Grammy Awards. Spears gravou metade do álbum em apenas uma semana. Durante sua matéria de capa da Rolling Stone em 2000, ela reconheceu que o processo foi apressado: "O álbum é realmente quente, mas eu sei o quanto melhor ele poderia ser", ela disse. "Eu penso sobre o terceiro disco, e estou tão animada porque sei que poderei ter, tipo, seis meses. Eu quero poder estar no estúdio 24 horas por dia, 7 dias por semana e apenas fazer minhas coisas. Eu não terei que fazer os comerciais e tudo mais. Eu serei motivada por apenas uma coisa".
Embora a intérprete tenha apenas um crédito de composição no disco, ela ainda teve muito a dizer na produção vocal. O colaborador do álbum, Barry Eastmond disse ao iHeartRadio que ela "tentou muitas ideias de melodias diferentes" durante as sessões de gravação. Para a gravação de "Dear Diary", ele lembra: "Fiquei muito impressionado com o quão duro ela trabalhou nesses vocais. Acho que trabalhamos seis horas em um dia e então ela voltou no dia seguinte e cantou por mais três horas". Spears foi fortemente pressionada a repetir o tremendo sucesso comercial de ...Baby One More Time, afirmando: "É meio difícil repetir os mais dez milhões [de cópias vendidas], devo admitir. Mas após ouvir o novo material e gravá-lo, estou realmente confiante nele". Após o lançamento do disco, ela expressou: "Quero dizer, é claro que há alguma pressão", e acrescentou: "Mas na minha opinião, [Oops!] é muito melhor que o meu primeiro álbum. É mais ousado — tem mais de atitude. Tem mais a ver comigo, e acho que os adolescentes vão se identificar mais com isso". Geoff Mayfield, diretor das paradas da Billboard, considerou a decisão de lançá-lo menos de um ano e meio após o projeto de estreia da cantora equivale a um "momento muito inteligente. Minha filosofia é que quando você tem uma base de fãs adolescente, segure-os enquanto estão quentes".

## Estrutura musical

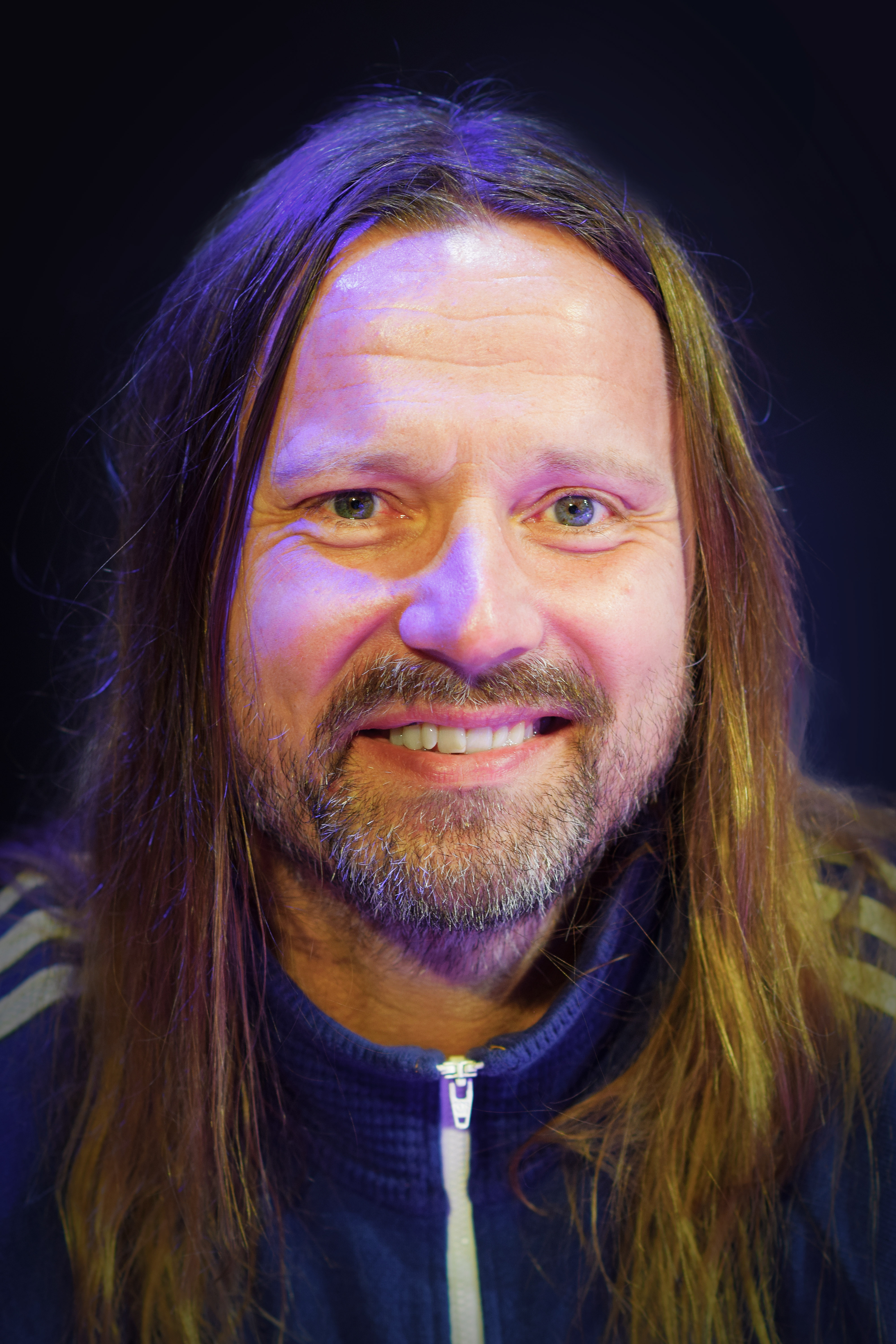
Max Martin, frequente colaborador de Spears, trabalhou em seis faixas de Oops!... I Did It Again.

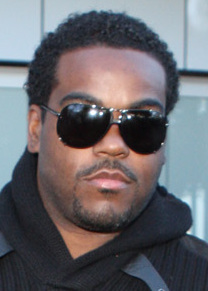
Rodney "Darkchild" Jerkins produziu a releitura de "(I Can't Get No) Satisfaction", da banda Rolling Stones.

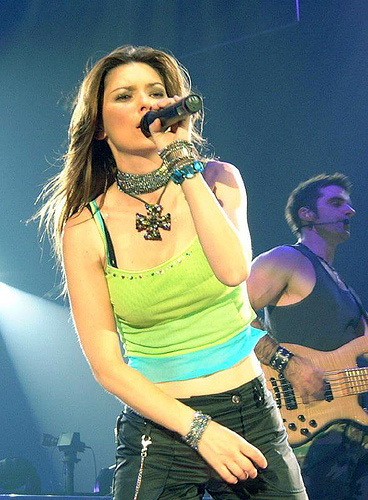
Shania Twain é uma das coautoras de "Don't Let Me Be the Last to Know".

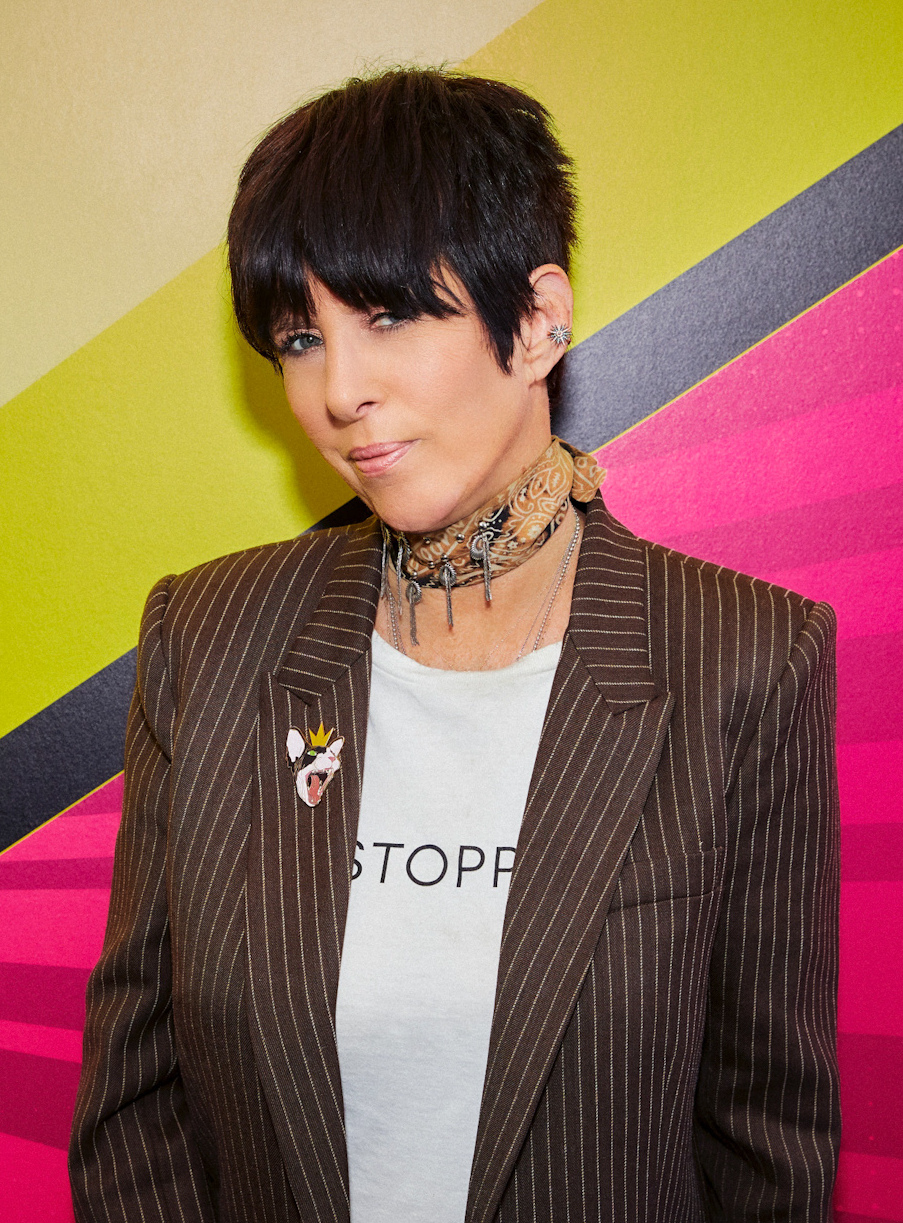
Diane Warren escreveu "When Your Eyes Say It".

Em termos musicais, Oops!... I Did It Again foi considerada uma sequência de ...Baby One More Time, trazendo como gêneros principais o pop, dance-pop e teen pop percolados com uma mistura cuidadosamente medida de elementos de funk, power ballad e R&B. Spears disse em uma entrevista que o projeto apresentava uma sonoridade pop mais madura, com mais elementos de R&B; "Não é algo que mudei propositalmente", explicou acrescentando: "É apenas algo que mudou quando eu fiquei mais velha. Minha voz mudou um pouco e estou mais confiante, e acho que isso transparece no material". Rodney "Darkchild" Jerkins falou que a releitura de "(I Can't Get No) Satisfaction", tema originalmente gravado pela banda britânica Rolling Stones, era "uma versão realmente 2000 — nova aos ouvidos" que assim agradaria o público jovem de Spears, bem como "conquistar tanto um público adulto quanto jovem". A intérprete costumava ouvir a canção com suas amigas quando era mais jovem, então ela abordou sua gravadora para regravar a música. Depois que eles desistiram da ideia, Spears foi em frente e a gravou de qualquer maneira.
Spears trabalhou com Robert "Mutt" Lange em "Don't Let Me Be the Last to Know", que fora escrita pela cantora Shania Twain, contando a MTV News: "Quando você ouve a música, é tão pura e delicada. É apenas uma daquelas músicas que te prende", e acrescentou: "Acho que eles escreveram 'especialmente para mim', porque a letra da música, se você realmente ouvir [...] elas são mais do que eu posso me identificar, porque são letras meio jovens, eu acho. Eu não acredito que Shania provavelmente cantaria algumas das frases que estou dizendo". Jason Blume, o coautor de "Dear Diary", disse ao iHeartRadio que o final original da música envolvia um cara a traindo, mas a gravadora não gostou desse tipo de final, então ele escreveu seis finais alternativos e acabou se encontrando com a intérprete para trabalhar na letra de uma ideia que ela tinha a oferecer. A instrumentação da obra inclui baixo, bateria, guitarra, teclado, piano e corda. Doze faixas integram o disco — sendo que a intérprete é citada como co-escritora em "Dear Diary", o que marca sua estreia como compositora —, as quais exploram temas como solidão, autoempoderamento, amor e fama.
"Quando um artista até então desconhecido volta como uma mega celebridade, os riscos são sempre muito altos e geralmente há um exército de bajuladores, executivos de gravadoras e empresários que precisam ter sua contribuição. Mas em Oops!, ainda foi muito divertido porque ela ainda estava tão disponível para nós. Ela ficou tão famosa tão rápido que pudemos brincar com seu estrelato. É quase mais enigmático de certa forma; ela está interpretando personagens diferentes no disco, como em 'Lucky', 'Stronger' e aquele diálogo do Titanic em 'Oops!' que ninguém realmente entende":— Andreas Carlsson explicando a sua experiência na composição das faixas a qual é compositor em Oops!... I Did It Again em entrevista à The Ringer.
Oops!... I Did It Again inicia-se com sua faixa-título, que foi comparada ao seu single de estreia, "...Baby One More Time" (1998), embora a intérprete declare que "ela não era mais tão inocente" como antes e neste caso ela estava brincando com os sentimentos de seu amante, que confunde seu 'flerte' com um verdadeiro interesse romântico, conforme evidenciado nos trechos: "Ops, você acha que estou apaixonada / Que fui enviada de cima / Eu não sou tão inocente". Desta forma, quando combinadas, a melodia e a letra concretizam um ambiente sensual e de provocação, que traz 96 batidas por minuto, a vocalista alcança o intervalo entre duas oitavas e tem como vocais de apoio, a participação de Nana Hedin e do produtor Martin. O tema também se divide em um interlúdio falado, envolvendo uma linha que faz referência ao filme Titanic (1997).
A segunda obra é "Stronger"; esta, tal como o seu título indica, contém uma composição e um trabalho sonoro mais potente e elétrico, através de uma infusão de synthpop e R&B. Apresenta uma posição de autoempoderamento ao narrar as ações de uma garota que, cansada de sair traída pelo namorado, decide viver sem ele; "Eu não sou sua propriedade a partir de hoje / Você pode pensar que não vou conseguir sozinha / Mas agora estou mais forte do que ontem / Agora não há nada além do meu caminho". A frase "minha solidão não está mais me matando" faz referência ao verso "minha solidão está me matando", presente em "...Baby One More Time". Outra faixa com infusão de R&B que também incorpora funk, "Don't Go Knocking on My Door" mostra a artista dispensando um ex-namorado com instruções bastante claras para ficar bem longe dela. "(I Can't Get No) Satisfaction" é iniciada de forma despojada, quase uma canção de ninar, que logo se transforma em uma batida urbana. Aqui, é retrabalhada com a sonoridade do funk e pop, em detrimento do seu estilo rock original. De igual forma, também descarta o verso final da música e adiciona uma nova letra, ou seja, "quão brancas minhas camisas poderiam ser" torna-se "quão justa minha saia deveria ser".
"[Foi] minha ideia [regrava-la]" [...] Eu fique tipo, 'Eu gosto dessa canção', e acho que será uma combinação muito legal trabalhar com [Jerkins] e fazer algo realmente funk com ela".
— Spears explicando a ideia de regravar "(I Can't Get No) Satisfaction".
"Don't Let Me Be The Last To Know" é a quinta pista. Em termos musicais, é uma balada, que continha influências de country pop, um riff de teclado furtivo e a produção caracteristicamente luxuosa de Lange. Seus vocais mostram Spears reproduzindo um pouco de "sotaque caipira", enquanto canta sobre uma garota que implora a um amante que revele seus sentimentos, expressando: "Meus amigos dizem que você está a fim de mim / mas preciso ouvir isso diretamente de você". "What U See (Is What U Get)" a intérprete exige respeito de um amante ciumento, entoando versos de empoderamento; "Você acha que estou usando muita maquiagem / Que meu vestido está muito apertado / Você deveria nunca tente me mudar / Não posso ser mais ninguém / E gosto do jeito que sou". Os estilos de bubblegum pop e teen pop tomam tons mais claros em "Lucky". Iniciada por um interlúdio de palavras faladas, apresenta um ritmo alegre e "encantado", contrastando com a crónica contada em sua letra. Ela, centra-se na história de uma famosa estrela de Hollywood que pode ter uma vida perfeita para quem está de fora, mas em sua vida privada é infeliz, uma mensagem evidenciada no refrão; "O mundo está girando / Mas diga-me o que acontece quando ele para?/ Se não falta nada na minha vida / Então por que essas lágrimas vêm à noite?". A música satiriza a concepção de que fama e fortuna são sinónimos de felicidade. Ao interpretá-la, os vocais da intérprete se estendem ao longo do intervalo de uma oitava, acompanhados por uma produção de 96 batidas por minuto.
Segue-se, então, "One Kiss From You". Um híbrido de teen pop com uma batida essencialmente constituída por elementos de reggae, que explora a sensação de imaginar um futuro com a pessoa por quem se está apaixonada. A balada "Where Are You Now" discorre sobre querer saber onde o antigo amado está e o que ele tem feito, para que a protagonista possa finalmente deixá-lo ir e entender o término; "Onde você está agora, você tem que me avisar / Oh querido, para que eu possa deixá-lo ir". "Can't Make You Love Me" é, musicalmente, derivada de origens estilísticas do europop. Iniciada com a frase "eu sou apenas uma garota apaixonada por você", seus versos tratam da clássica angústia adolescente de amor não correspondido com a pessoa de interesse de Spears, destinada a permanecer apenas como sua paixão secreta. "When Your Eyes Say It", de ritmo médio e sintetizado, combina uma seção de cordas com uma batida de hip hop, enquanto o seu lirismo explora temas amorosos. Oops!... I Did It Again encerra-se com outra balada, "Dear Diary"; um epítome de teen pop cujo melodia é concretizada pelo trabalho de um teclado. Descrita pela cantora como "um retrato autobiográfico", na letra ela afirma querer ser mais do que uma amiga para um determinado rapaz: "Diário, você acha que seremos mais que amigos? Tenho a sensação de que seremos muito mais que amigos".

## Lançamento, arte e promoção
Oops!... I Did It Again foi primeiramente lançado no Japão em disco compacto em 3 de maio de 2000. Ao passo em que em alguns mercados foi distribuído, também em fita cassete, a partir em 15 do mesmo mês. No dia seguinte, foi comercializado na América do Norte, cuja versão incluiu "Girl in the Mirror" como faixa bônus. O produto foi lançado também em vinil nesta última região no dia 26 de abril de 2019 e no restante do mundo no dia 14 de agosto de 2020. Quanto a imagem de capa do projeto, Spears é vista olhando através de uma cortina de contas. Phil Freeman, do The Awl, observou que a cantora "exibe uma aparência mais adulta, com um olhar ardente e muito mais sensual do que o sorriso ingênuo na capa de seu álbum de estreia. Sua barriga está nua, um convite para absorver seu corpo e sexualizá-la". A promoção do registro iniciou-se ainda no final de 1999, quando Spears cantou "Oops!... I Did It Again" no programa britânico Smash Hits. Na Itália, ela concedeu uma curta entrevista ao TRL Italy no início de 2000. Em seguida, realizou aparições nos programas australianos Russell Gilbert Live e The House of Hits. Em seu país natal, a intérprete embarcou na Crazy 2k Tour a partir de 8 de março; a turnê terminou com um show gratuito em Honolulu, Havaí, em 24 de abril, que foi ao ar na Fox como um especial, intitulado Britney Spears in Hawaii. No Japão, realizou uma coletiva de imprensa no Kokusai Forum Hall em Tóquio no mesmo dia da liberação do disco.

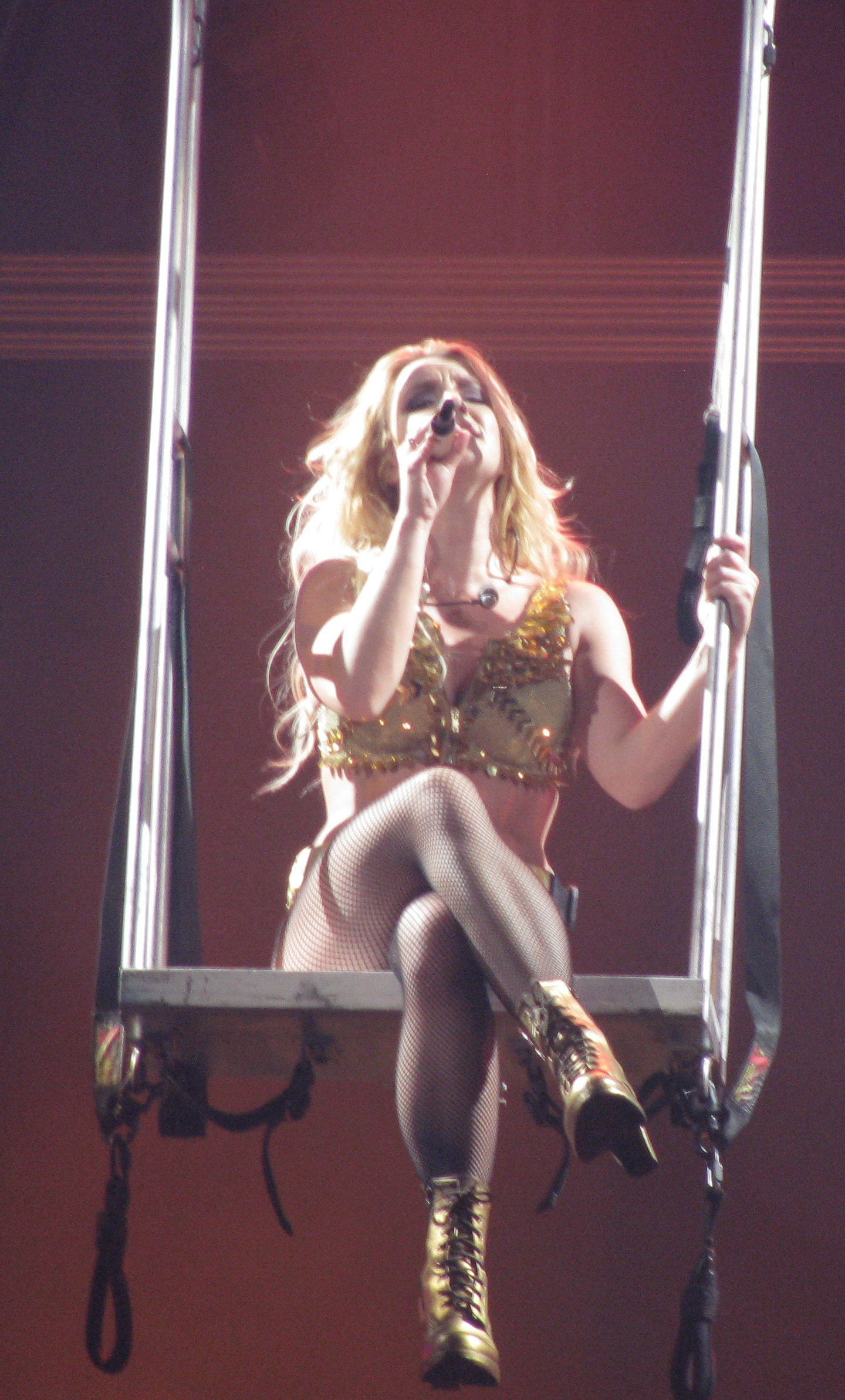
Spears apresentando "Don't Let Me Be the Last to Know", durante a turnê Femme Fatale Tour, em 2011.

Spears fez uma apresentação surpresa em Paris em 6 de maio de 2000. Ao regressar para os Estados Unidos, ela foi entrevistada no Late Night with Conan O'Brien no dia 10. Apresentou-se e foi entrevistada no Saturday Night Live, em 13 de maio, assim como no The Rosie O'Donnell Show dois dias depois. A MTV exibiu, no dia 14, um especial de duas horas totalmente dedicado a artista, intitulado Britney Live, enquanto ela realizou uma festa de audição, pós-Total Request Live, intitulada "Britney's First Listen" em 16 seguinte. No The Tonight Show with Jay Leno a artista foi vista na edição do dia 23, cantando também no Teen People 25 Under 25 no dia 26. Em 24 do mês seguinte, Spears apareceu em uma campanha publicitária impressa e televisiva da linha de xampus Herbal Essences, da Clairol; como parte, a cantora gravou uma música para a marca, intitulada "I've Got the Urge to Herbal", que foi apresentada em spots de rádio com 60 segundos de duração e fez parte de um vídeo introdutório de sua próxima turnê, que a Clairol patrocinaria. "Oops!... I Did It Again" e "Lucky" foram executados no especial All Access: Backstage with Britney, exibido pela MTV, que foi ao ar em 19 de julho. Já na edição daquele ano dos MTV Video Music Awards, realizado no Radio City Music Hall, em Nova Iorque, em 7 de setembro, a cantora fez uma performance ao vivo, que incluiu uma reinterpretação de "(I Can't Get No) Satisfaction" e "Oops!... I Did It Again". Embora tenha iniciado o segmento com um terno preto, ela chocou o público e a mídia ao rasgá-lo para exibir um traje sensual, da cor da pele, com centenas de cristais Swarovski estrategicamente posicionados., Na Espanha, ela foi entrevistada no El Rayo, que foi ao ar no dia seguinte. "Stronger" foi cantado em várias cerimônias de premiação, como os Radio Music Awards e M6 Awards em 4 e 17 de novembro, respectivamente, e nos American Music Awards em 8 de janeiro de 2001.
Em apoio ao álbum, Spears embarcou na Oops!... I Did It Again World Tour, que visitou a América do Norte e a Europa. A turnê foi anunciada em fevereiro de 2000, enquanto Spears estava no meio da Crazy 2k Tour. O palco foi muito mais elaborado do que suas digressões anteriores e contou com telas de LED, fogos de artifício e plataformas móveis. O setlist foi composto por músicas de seus dois primeiros discos, além de algumas regravações. O show consistiu em quatro segmentos onde cada um era dividido por um intervalo, encerrando-se com um bis. Recebeu críticas positivas dos críticos, que elogiaram a presença de palco de Spears e também de sua banda. Também foi um sucesso comercial, as datas relatadas pela Billboard tiveram uma média de 507 mil e 786 dólares em faturamento e quase 15 mil e 841 espectadores a assistiram, arrecadando pouco mais de 43 milhões e vendendo mais de 1 milhão e 400 mil ingressos e se tornou uma das turnês de maior bilheteria de 2000. Iniciou-se em 20 de junho de 2000 em Columbia, em Maryland, concluindo-se em 21 de novembro em Birmingham, Reino Unido. Após finalizar a digressão, a artista realizou um concerto semelhante no festival Rock in Rio, ocorrido no Rio de Janeiro, Brasil, em 18 de janeiro de 2001. A apresentação recebeu avaliações negativas da crítica especializada pelo suposto uso de sincronia labial da intérprete, bem como do público que reagiu com vaias quando a bandeira dos Estados Unidos foi exibida durante a performance de "Lucky". Apesar disso, o show foi assistido por mais de 130 mil pessoas, maior público da carreira da artista até então, e foi citado por ela em seu livro de memórias, The Woman in Me, como "um dos momentos mais felizes que vivi durante as turnês". Vários concertos foram gravados e exibidos; o de 20 de setembro no Louisiana Superdome, em Nova Orleans, foi ao ar pela Fox, como um especial intitulado Britney Spears: There's No Place Like Home. Um dos que foram realizados na London Arena foi transmitido pela Sky1. Já o concerto no Rock in Rio foi exibido na íntegra pelo DirecTV Brasil.

## Repercussão

### Crítica profissional
| Críticas profissionais     | Críticas profissionais |
| Pontuações agregadas       | Pontuações agregadas   |
| Fonte                      | Avaliação              |
| -------------------------- | ---------------------- |
| Metacritic                 | 72/100                 |
| Avaliações da crítica      |                        |
| Fonte                      | Avaliação              |
| AllMusic                   | [ 20 ]                 |
| The Austin Chronicle       | [ 65 ]                 |
| Christgau's Consumer Guide | Positivo               |
| Entertainment Weekly       | B                      |
| Dotmusic                   | 8/10                   |
| Folha de S. Paulo          | [ 68 ]                 |
| NME                        | 8/10                   |
| Rolling Stone              | [ 33 ]                 |
| Slant Magazine             | [ 69 ]                 |
| Sonic.net                  | [ 70 ]                 |

Oops!... I Did It Again recebeu análises positivas dos profissionais especializados. No agregador de resenhas Metacritic, que estabelece uma média de até 100 pontos com base nas avaliações dos críticos musicais, o álbum obteve 72 pontos de aprovação, baseados em 12 resenhas recolhidas, o que indica "análises geralmente positivas". Reconhecendo o projeto com quatro de cinco estrelas, Stephen Thomas Erlewine, do banco de dados Allmusic, comparou a sua fórmula a de seu antecessor, dizendo ser "mais do mesmo" e que há nele "a mesma combinação de baladas docemente sentimentais e dance-pop cativantemente espalhafatoso" e que ambos, "ocasionalmente, se deixam levar pela mesma estética chiclete desconcertante". Contudo, Oops!... I Did It Again tem um "conjunto geral de músicas mais forte", citando a regravação de "Satisfaction" como um exemplo do seu conteúdo formado por "dance-pop bem elaborado" e "baladas que transparecem como seu coração". "No final", considera, "é o que torna esta audição divertida e satisfatória". Editores da Billboard, embora também tenham notado similaridades deste com seu antecessor, destacou que Spears estava a "explorar novos terrenos" sonoros nele. A revista ainda pontuou que apesar de sua intérprete "não ser uma acrobata vocal como as colegas Jessica Simpson e Christina Aguilera, ela tem um estilo instantaneamente reconhecível — e Oops! indica que ela está desenvolvendo um toque comovente e uma profundidade emocional que não pode ser conjurada em [atingir] uma nota [vocal] estilhaçante". Concluí elogiando o álbum por "escalar consistentemente Spears como uma jovem aceitando seu poder interior – e essa é uma mensagem muito boa para oferecer a um público impressionável".
Rob Sheffield, crítico da Rolling Stone, deu ao conjunto uma classificação de quatro estrelas e meia de cinco, descrevendo seu conteúdo como "um pop pegajoso, fantástico, com refrões fabricados muito melhores do que as encontradas em músicas do 'N Sync ou BSB". Ele, ainda, elogia o trabalho dos colaboradores suecos na obra, dizendo que eles entregam um "disco bombástico e açucarado", ressaltando que o que é há de melhor nele é vê como a "demanda de Britney por satisfação é complexa, feroz e completamente assustadora, fazendo dela uma verdadeira filha da tradição do rock & roll". Sobre o lirismo da obra — a qual elogia como um sinal de progressão artística da intérprete —, Sheffield sente que é como se ela estivesse em um "camarim, experimentando várias formas de sexualidade adulta que ainda não combinam [com ela], e seus fãs se identificam com isso". Um editor da NME atribuiu ao registro uma nota 8,1 numa escala de 10 e classificou a sua faixa título como uma "cópia mais pesada de 'Baby One More Time'", porém, "é facilmente tão boa quanto". Na crítica, ele reflete se o "mercado inconstante do pop adolescente" iria concedê-la a chance de dizer 'oops!... eu fiz o sucesso acontecer novamente', predizendo que, "na ausência de algum obstáculo (olá, Christina Aguilera), Britney seguirá em frente". Entregando uma nota 8 de 10, Lennat Mak, da MTV Ásia, chamou-o de "um segundo álbum brilhante", a qual a qualidade "melhorou bastante" em relação a sua estreia, argumentando que aqui ela ressurge "armada com um visual de estrela pop mais madura e experiente, sob músicas mais fortes e, claro, ampla exposição na mídia".

"Nenhuma música neste CD tem a força de "...Baby One More Time", nem a parecida faixa título. Baladinhas chochas — uma assinada pela country Shania Twain —, e uma versão mamãe quero ser sexy de "Satisfaction", dos The Rolling Stones, tombam de vez com o trabalho".

—Trecho da análise feita por Augusto Pinheiro, jornalista da Folha de S. Paulo.
Uma análise de Oops!... I Did It Again foi publicada na página on-line Dotmusic, que o classificou com a mesma atribuição de Mak, citando "Lucky" como um dos seus destaques. Enquanto "Where Are You Now" foi prezada como uma "balada que poderia facilmente ser uma das faixas de destaque no último lançamento de Mariah Carey ou Toni Braxton". Tatiana Tavares, do jornal brasileiro Tribuna da Imprensa, resumiu o conteúdo da obra como "musiquinhas pop recheadas por bons refrões, letras sentimentais e ritmos dançantes", expressando "que quando Spears perder o ar de Angelica pode até vir e ser uma boa cantora". A jornalista adjetivou a sua produção como "brilhante" e citou "Stronger", "Can't Make You Love Me" e "Lucky" como suas melhores faixas. Para o The Austin Chronicle, Christopher Gray também comentou algumas das canções da obra notando que, apesar de conter uma proposta lírica similar com a de "Bug a Boo" (1999), do Destiny's Child, 'Don't Go Knockin' on My Door' "ficava um pouco aquém" desta, já "Can't Make You Love Me?" foi comparada a canção de mesmo nome (1991), gravada por Bonnie Raitt, que, em sua opinião, carecia das mesmas "batidas congelantes" como a de Spears, bem como dos mesmos "refrões hiperprocessados que jorra dos alto-falantes como suor do corpo". "Stronger", por sua vez, foi visto como a "I Will Survive" (1878) de sua época, mesmo que, para Gray, "o destino final de Spears como [a nova] Olivia Newton-John ou Madonna estivesse selado".
Annie Zaleski, da página The A.V. Club, foi mais misto em relação a Oops!... I Did It Again, descrito por ele como "um pedaço de chiclete azedo e redundante, óbvio e competente, reciclando-se a cada passo" com "composições de escritores sem brio como Diane Warren e diversos suecos". David Browne, da revista britânica Entertainment Weekly, deu ao conjunto uma classificação B, escrevendo que ele serve para mostrar que seus produtores "abandonaram o apelo infantil do primeiro álbum de Spears e o substituíram por construções palpitantes e com linhas de baixo pesado; você se sentirá como se tivesse sido levado para alguma festa gótica e futurista. Os vocais artificiais e adocicados de Spears são muito menos interessantes do que sua produção, mas essa suavidade é, na verdade, um alívio quando comparada à entorpecente acrobacia vocal de Aguilera". O periodista do Los Angeles Daily News, Fred Shuster foi mais negativo em sua análise, percebendo falta de inovação nele, proferindo: "A continuação da mega estreia de Spears, borbulha sobre os mesmos arranjos automatizados dele enquanto se apega ao material com o qual sua impressionável base de fãs jovens pode se identificar". Sua avaliação final foi de uma estrela de cinco disponíveis. Sal Cinquemani, da revista Slant Magazine, emitiu a mesma atribuição e definiu o projeto como "uma porcaria descartável e superprocessada, e Spears nem mesmo tem personalidade para salvá-lo", adicionado que "ela poderia ter feito qualquer coisa no mundo. Mas, por alguma razão esquecida por Deus, ela escolheu produzir mais precisamente a mesma baboseira não desafiadora" de Baby One More Time. No entanto, Cinquemani escreveu que "isso não significa que não existam ótimas músicas pop" no trabalho, citando a faixa-título, "Don't Let Me Be the Last to Know" e "Stronger" como esses exemplos.

### Prêmios e indicações
Em 2000, Oops!... I Did It Again rendeu a Spears uma indicação na categoria Aumente o Volume, nos Artist Direct Awards. Ela foi ainda reconhecida como a Artista Feminina de Álbuns do Ano nos Billboard Music Award. No ano seguinte, o projeto concorreu a Álbum pop/rock Favorito nos American Music Awards e Álbum Mais Vendido (estrangeiro ou nacional) nos Juno Awards; contudo, não obteve ambas. Durante a 42.ª edição dos Grammy Awards, o disco concorreu a Melhor Álbum Pop Vocal, a qual perdeu para Two Against Nature, de Steely Dan, com a faixa-título perdendo para "I Try", de Macy Gray, na categoria de Melhor Performance Feminina Pop.

### Controvérsia
Os músicos Michael Cottril e Lawrence Wnukowski entraram com um processo de violação de direitos autorais contra Spears, Zomba Recording Corporation, Jive Records, Wright Entertainment Group e BMG Music Publishing, alegando que "What U See (Is What U Get)" e "Can't Make You Love" são "virtualmente idênticas" a uma de suas músicas. Cottrill e Wnukowski alegaram que foram os autores, gravaram e protegeram os direitos autorais de uma canção chamada "What You See Is What You Get" em 1999 para um dos representantes da cantora para consideração em um álbum futuro, embora tenha sido rejeitada. O caso foi posteriormente arquivado depois que foi decidido que faltavam provas suficientes e que "não havia semelhanças suficientes entre as duas músicas para provar a violação de direitos autorais".

## Singles

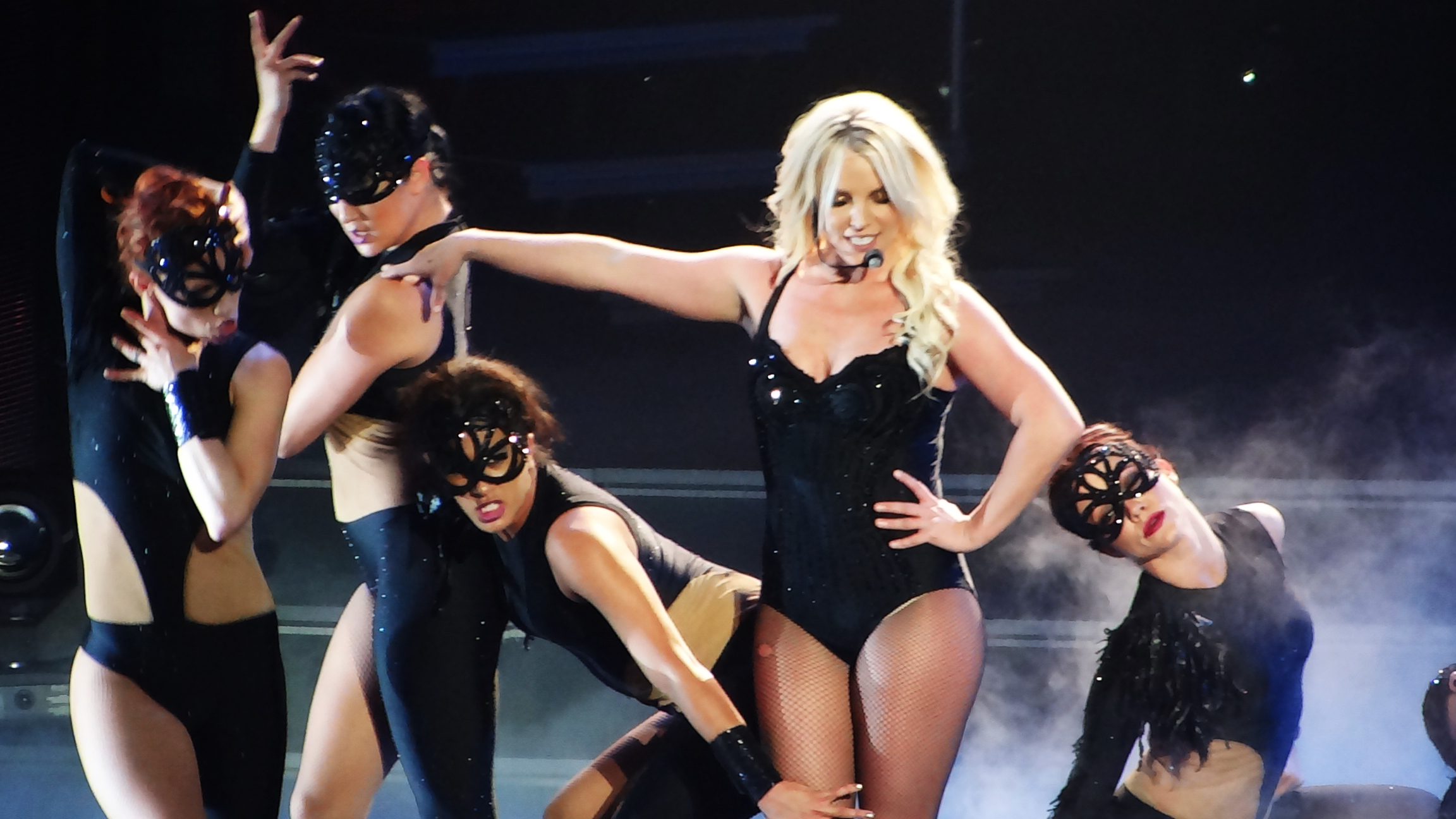
Spears apresentando "Oops!... I Did It Again" durante a residência Britney: Piece of Me, em Las Vegas, em 2014.

"Oops!... I Did It Again" foi enviado para as estações de rádio americanas contemporary em 11 de abril de 2000, servindo como o primeiro single do álbum. Recebeu análises positivas da mídia especializada, com diversos profissionais apreciando sua qualidade e notando semelhanças com "...Baby One More Time" (1999). O vídeo musical correspondente foi dirigido por Nigel Dick e filmado em Universal City, Califórnia em 17 e 18 de março do mesmo ano. As cenas retratam Spears dançando e cantando em Marte, onde um astronauta se apaixona por ela. No vídeo, ela usa uma roupa justa e vermelha de látex, o que foi considerado um dos mais memoráveis de sua carreira. Recebeu quatro indicações ao MTV Video Music Awards de 2000, nomeadamente Melhor Vídeo Feminino, Melhor Vídeo Dance, Melhor Vídeo de Pop e Escolha do Espectador, mas não ganhou nenhum. Comercialmente, obteve êxito e tornou-se um dos maiores sucessos da carreira da artista, culminando nas tabelas musicais de mais de 15 países, incluindo Austrália, Canadá, Espanha e Reino Unido. Sua posição mais baixa nas paradas foi nos Estados Unidos, onde alcançou o nono lugar como melhor na Billboard Hot 100.
Escolhida para dar continuidade à divulgação do álbum, "Lucky" foi enviada para estações de rádio estadunidenses em 25 de julho de 2000. A obra recebeu análises positivas de críticos especializados, muitos dos quais acreditavam que a letra da música era inspirada na vida da própria intérprete. Seu vídeo musical foi dirigido por Dave Meyers e filmado em 12 e 13 de junho, e retrata Spears interpretando uma atriz que, embora famosa, experimenta emoções semelhantes às da letra da música. Em termos comerciais, tornou-se um sucesso global, liderando as paradas na Áustria, Alemanha, Suécia e Suíça, enquanto ficou entre os cinco primeiros em várias outras regiões, como Austrália, Canadá e Reino Unido. Alcançou a posição 23 na Billboard Hot 100.
"Stronger" foi lançada como a terceira música de trabalho do material em 13 de novembro de 2000. Após seu lançamento, recebeu respostas positivas dos críticos musicais, que elogiaram a criatividade musical e lírica da canção e a consideraram a melhor do álbum. Obteve sucesso comercial significativo em todo o mundo, listando-se entre os dez mais executados em vários países como Áustria, Alemanha, Grécia, Finlândia e Reino Unido. Nos Estados Unidos, "Stronger" alcançou a posição 11 na Billboard Hot 100. Seu videoclipe de acompanhamento, dirigido por Joseph Kahn, foi filmado de 5 a 8 de outubro. A gravação consiste principalmente em cenas da artista cantando e dançando a música em uma cadeira e aparecendo em uma boate, onde ela descobre que seu namorado a traiu. Na edição de 2001 dos MTV Video Music Awards foi nomeado para Melhor Vídeo Pop.
O último single de Oops!... I Did It Again, "Don't Let Me Be the Last to Know", foi liberado em território estadunidense no dia 26 de março de 2001. Os críticos prezaram a obra, com muitos a considerando uma boa ruptura com o gênero dançante do álbum e elogiando os vocais de Spears. No âmbito comercial, no entanto, obteve desempenho modesto em todo o mundo, liderando os gráficos na Romênia enquanto se listou entre os dez primeiros na Áustria e Suíça. Por ser lançado apenas nas rádios convencionais dos Estados Unidos, não apareceu em nenhuma parada musical importante do país. Seu vídeo musical correspondente, dirigido por Herb Ritts, foi gravado de 24 a 27 de janeiro de 2001. A obra retrata Spears em cenas de amor com um garoto, interpretado pelo modelo francês Brice Durand. O então namorado na vida real da cantora, Justin Timberlake, no entanto, teria desaprovado as cenas de beijo, enquanto a mãe dela, Lynne, se opôs à sexualidade explícita da versão original da obra. Partes do vídeo foram editadas antes de seu lançamento ao público em 2 de março de 2001.

## Legado e impacto
"Ops!…I Did It Again, mudou para sempre o cenário não apenas do pop no fim do [3°] milênio, mas da trajetória de Spears, marcando-a como a aparente sucessora da Rainha do Pop de Madonna, bem como uma superestrela maior que a vida por mérito próprio"

— O analista musical Gary Trust para a revista Billboard.
A Billboard classificou Oops I Did it Again como um dos 15 álbuns de melhor desempenho do século XXI, cujo nenhum de seus singles alcançaram número um na Billboard Hot 100. A Nylon, em um artigo publicado para celebrar o vigésimo aniversário da obra, notou que ele "permanece tão atual, relevante e totalmente idiossincrático quanto no dia em que foi lançado, sem dúvida ganhando prestígio com o passar do tempo". Segundo a revista, o álbum e cada um de seus quatro singles contribuíram para tornar Spears uma "estrela pop multifacetada, simultaneamente identificável e inspirador, ao mesmo tempo que esboçaram o projeto de um som que governaria a música pop pela melhor metade de uma década". Um editor da revista Paradox, creditou "Oops I Did it Again por carimbar firmemente o lugar de Britney no panteão pop global. As vendas de seus discos dispararam e os elogios choveram. Isso enviou uma mensagem clara para a indústria musical: Britney Spears veio para ficar e estava reescrevendo as regras sobre a sensibilidade pop".
Em entrevista para o jornal brasileiro GaúchaZH, o acadêmico Alan Mangabeira, doutor em comunicação pela Universidade Federal de Pernambuco, analisa que através das letras de Oops!.. I Did It Again, Spears tenta demonstrar amadurecimento ao falar sobre o empoderamento da mulher — sem a intenção de ser, de fato, um disco feminista. Em "Stronger", por exemplo, ela fala sobre a 'solidão não incomodar mais tanto, por estar mais forte'. Já em "Where Are You Now", vemos uma jovem que está pronta para ser abandonada por seu amado. Quase todas as letras falam sobre superar relacionamentos e não precisar deles. [...] são composições interessantes para meninos e meninas pensarem em gênero, algo até então pouco discutido". Mangabeira acrescenta, dizendo: "Apesar de ser um disco de transição — entre a 'virgem e inocente' de Baby One More Time e a sensual do disco Britney (2001) —, Oops!...I Did It Again cumpriu sua tarefa de alavancar a carreira da artista no cenário pop. E mais: ela surpreendeu a crítica especializada, que duvidava se ela iria conseguir lançar algo tão impactante como foi a sua estreia. Deu certo". Sobre esse aspecto, Billy Nilles, da página E! Online, comenta que, embora Baby One More Time tenha catapultado a jovem estrela para o estrelato da música pop muito rapidamente com sucessos como a icônica faixa-título, Ops! manteve o sucesso, fazendo o que muito viam como "impossível, provando que, de vez em quando, um raio poderia cair duas vezes no mesmo lugar". O autor notou que muito antes de "I'm Not a Girl, Not Yet a Woman" a apresentação de "Ops!.. I Did It Again" nos MTV Video Music Awards de 2000, ajudou a mostrar para o público que Spears "estava crescendo".

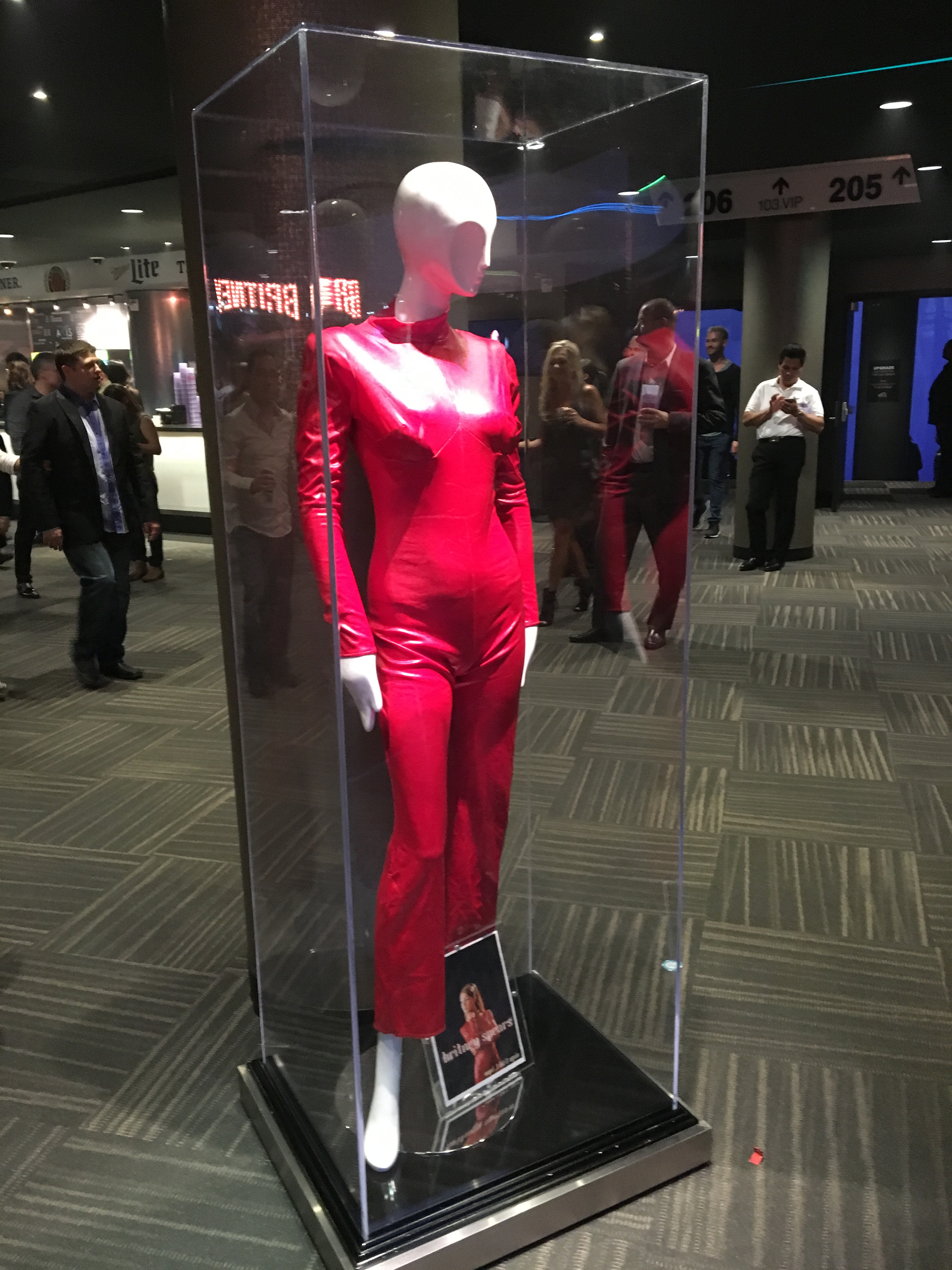
O traje que Spears usa no videoclipe de "Oops!...I Did It Again", exibido no Planet Hollywood Resort and Casino em Las Vegas.

No jornal O Globo, Silvio Essinger concluiu que "inaugurou uma era de desafiadoras vozes pop e estabeleceu um padrão sonoro para elas. Enquanto produtores como o sueco Max Martin ampliavam os limites de onde se podia ir com a eletrônica, suas composições deram a Britney as armas para firmar-se como a jovem que ensinava as meninas a lidar com sexualidade e a necessidade de afirmação, em canções como a faixa-título e até um cover de "Satisfaction", dos Stones". Para Jeff Weiss, da The Ringer: "O single e o álbum foram os últimos atos bem-sucedidos de conquista mundial do exausto século americano (mesmo que a composição e a produção já tenham sido terceirizadas), o último álbum clássico da era do pop adolescente e um adeus aos anos dourados da indústria fonográfica. Já que o iPod chegaria ao mundo logo depois, seguido pelas mídias sociais e guerras eternas". Analisando o impacto da faixa título, a revista Stereogum notou que ao oposto de "Baby One More Time" e "(You Drive Me) Crazy", que eram sobre uma mulher que estava disposta a fazer qualquer coisa até mesmo pelo romance mais condenado — a solidão a matando, porque ela estava tão animada, e muito envolvida, etc. — "Oops!" tinha Britney cantando de um lugar de força. Ela era a mulher que beijava os meninos e os fazia morrer, mas não se importava muito com isso".
Para Ilana Kaplan, editora da Bustle, o tema representa "uma cápsula do tempo para quando a estrela pop começou a amadurecer". A revista The Paradox Magazine analisou que, "com o tempo, alguns sucessos pop desaparecem na memória, mas não "Ops!.. I Did It Again". Continua tão fascinante e impactante como era há duas décadas. Sua presença em playlists de karaokê, festas nostálgicas dos anos 2000 e cultura meme é uma prova de seu impacto e relevância eternos. Segundo a publicação, a faixa "mostrou uma mulher expressando com confiança seus desejos e, ao fazê-lo, encorajou outras a fazerem o mesmo". Os Jornalistas da Paper, Nate Sloan e Charlie Harding avaliaram que, apesar de "agora ser aclamado como uma obra-prima pop", na época de seu lançamento, a música foi negativada pela crítica que sentiu falta de "autenticidade" em seu lirismo. "Contudo", os autores consideram "que, talvez esteja tudo bem. Suas melodias entrelaçadas sobreviverão muito além de nossas ansiedades reprimidas sobre a pergunta irrespondível: "Afinal, quem é Britney Spears?".
A revista The Paradox Magazine notou que, na atual era digital, onde a vida útil de uma música se estende muito além de sua reprodução no rádio, "Oops I Did it Again" continua a prosperar. De acordo com eles; "A canção foi referenciada em memes, serve de inspiração para tendências nas redes sociais e já foi regravada por inúmeros artistas. No entanto, todas estas referências não são meras paródias; eles são uma homenagem à natureza duradoura deste hino pop."

## Alinhamento de faixas
| Oops!... I Did It Again – Edição norte-americana |                                    |                                                    |                                               |         |  |
| N.º                                              | Título                             | Compositor(es)                                     | Produtor(es)                                  | Duração |  |
| 1.                                               | "Oops!... I Did It Again"          | Max Martin Rami Yacoub                             | Martin Yacoub                                 | 3:31    |  |
| 2.                                               | "Stronger"                         | Martin Yacoub                                      | Martin Yacoub                                 | 3:23    |  |
| 3.                                               | "Don't Go Knockin on My Door"      | Martin Yacoub Jake Schulze Alexander Kronlund      | Schulze Yacoub                                | 3:43    |  |
| 4.                                               | "(I Can't Get No) Satisfaction"    | Mick Jagger Keith Richards                         | Rodney Jerkins                                | 4:23    |  |
| 5.                                               | "Don't Let Me Be the Last to Know" | Robert John "Mutt" Lange Shania Twain Keith Scott  | Lange                                         | 3:50    |  |
| 6.                                               | "What U See (Is What U Get)"       | Per Magnusson David Kreuger Jörgen Elofsson Yacoub | Magnusson Kreuger Yacoub                      | 3:36    |  |
| 7.                                               | "Lucky"                            | Martin Yacoub Kronlund                             | Martin Yacoub                                 | 3:25    |  |
| 8.                                               | "One Kiss from You"                | Steve Lunt                                         | Lunt Larry "Rock" Campbell                    | 3:26    |  |
| 9.                                               | "Where Are You Now"                | Martin Andreas Carlsson                            | Martin Yacoub                                 | 4:39    |  |
| 10.                                              | "Can't Make You Love Me"           | Kristian Lundin Carlsson Martin                    | Lundin Schulze                                | 3:17    |  |
| 11.                                              | "When Your Eyes Say It"            | Diane Warren                                       | Lunt Robert "Esmail" Jazayeri Paul Umbach [a] | 4:29    |  |
| 12.                                              | "Dear Diary"                       | Britney Spears Jason Blume Eugene Wilde            | Timmy Allen Barry J. Eastmond                 | 2:46    |  |
| Duração total:                                   | Duração total:                     | Duração total:                                     | Duração total:                                | 44:37   |  |

| Oops!... I Did It Again – Edição internacional |                      |                    |                   |         |  |
| N.º                                            | Título               | Compositor(es)     | Produtor(es)      | Duração |  |
| 12.                                            | "Girl in the Mirror" | Elofsson           | Magnusson Kreuger | 4:06    |  |
| 13.                                            | "Dear Diary"         | Spears Blume Wilde | Allen Eastmond    | 2:46    |  |
| Duração total:                                 | Duração total:       | Duração total:     | Duração total:    | 48:24   |  |

| Oops!... I Did It Again – Edição asiática |                      |                    |                   |         |  |
| N.º                                       | Título               | Compositor(es)     | Produtor(es)      | Duração |  |
| 12.                                       | "Girl in the Mirror" | Elofsson           | Magnusson Kreuger | 3:36    |  |
| 13.                                       | "You Got It All"     | Rupert Holmes      | Eric Foster White | 4:43    |  |
| 14.                                       | "Dear Diary"         | Spears Blume Wilde | Allen Eastmond    | 2:46    |  |
| Duração total:                            | Duração total:       | Duração total:     | Duração total:    | 48:24   |  |

| Oops!... I Did It Again – Edição japonesa, australiana, mexicana e especial britânica |                      |                    |                   |         |  |
| N.º                                                                                   | Título               | Compositor(es)     | Produtor(es)      | Duração |  |
| 12.                                                                                   | "Girl in the Mirror" | Elofsson           | Magnusson Kreuger | 3:36    |  |
| 13.                                                                                   | "You Got It All"     | Holmes             | White             | 4:10    |  |
| 14.                                                                                   | "Heart"              | George Teren Wilde | Lunt Campbell     | 3:31    |  |
| 15.                                                                                   | "Dear Diary"         | Spears Blume Wilde | Allen Eastmond    | 2:46    |  |
| Duração total:                                                                        | Duração total:       | Duração total:     | Duração total:    | 48:24   |  |

| Oops!... I Did It Again – Edição comemorativa de 25 anos |                                                                                    |                        |                                       |         |  |
| N.º                                                      | Título                                                                             | Compositor(es)         | Produtor(es)                          | Duração |  |
| 13.                                                      | "Girl in the Mirror"                                                               | Elofsson               | Magnusson Kreuger                     | 3:36    |  |
| 14.                                                      | "You Got It All"                                                                   | Holmes                 | White                                 | 4:10    |  |
| 15.                                                      | "Heart"                                                                            | Teren Wilde            | Lunt Campbell                         | 3:31    |  |
| 16.                                                      | "Walk on By"                                                                       | Elofsson Kreuger       | Magnusson Kreuger                     | 3:34    |  |
| 17.                                                      | "Oops!... I Did It Again" (Riprock n' Alex G. Ooops! We Remixed Again! Radio Edit) | Martin Yacoub          | Martin Yacoub Riprock [b] Alex G. [b] | 3:56    |  |
| 18.                                                      | "Lucky" (Jack D. Elliott Radio Mix)                                                | Martin Yacoub Kronlund | Martin Yacoub Elliott [b]             | 3:29    |  |
| 19.                                                      | "Stronger" (Miguel Migs Vocal Edit)                                                | Martin Yacoub          | Martin Yacoub Migs [b]                | 3:43    |  |
| 20.                                                      | "Don't Let Me Be the Last to Know" (Thunderpuss Radio Mix)                         | Lange Twain Scott      | Lange Chris Cox [b] Barry Harris [b]  | 4:24    |  |
| 21.                                                      | "Stronger" (Adamusic Remix)                                                        | Martin Yacoub          | Martin Yacoub Adam Wright [b]         | 3:36    |  |
| 22.                                                      | "Oops!... I Did It Again" (Pessto Remix)                                           | Martin Yacoub          | Martin Yacoub Pessto [b]              | 2:35    |  |
| Duração total:                                           | Duração total:                                                                     | Duração total:         | Duração total:                        | 73:41   |  |

| Oops!... I Did It Again – Remixes and B-Sides |                                                           |                        |                                   |         |  |
| N.º                                           | Título                                                    | Compositor(es)         | Produtor(es)                      | Duração |  |
| 1.                                            | "Oops!... I Did It Again" (Ospina's Deep Club Mix)        | Martin Yacoub          | Martin Yacoub Davidson Ospina [b] | 6:08    |  |
| 2.                                            | "Lucky" (Jason Nevins Mixshow Edit)                       | Martin Yacoub Kronlund | Martin Yacoub Nevins [b]          | 5:55    |  |
| 3.                                            | "Stronger" (Mac Quayle Club Mix)                          | Martin Yacoub          | Martin Yacoub Quayle [b]          | 7:54    |  |
| 4.                                            | "Don't Let Me Be the Last to Know" (Hex Hector Radio Mix) | Lange Twain Scott      | Lange Hector [b]                  | 4:02    |  |
| 5.                                            | "You Got It All"                                          | Holmes                 | White                             | 4:10    |  |
| 6.                                            | "Girl in the Mirror"                                      | Elofsson               | Magnusson Kreuger                 | 3:36    |  |
| 7.                                            | "Heart"                                                   | Teren Wilde            | Lunt Campbell                     | 3:31    |  |
| 8.                                            | "Walk on By"                                              | Elofsson Kreuger       | Magnusson Kreuger                 | 3:34    |  |
| Duração total:                                | Duração total:                                            | Duração total:         | Duração total:                    | 38:50   |  |

Notas
- "(I Can't Get No) Satisfaction" é um cover do single de 1965 de Rolling Stones.
- Oops!... I Did It Again (Remixes and B-Sides) foi um lançamento em vinil exclusivo para a Record Store Day de 2020, em comemoração ao vigésimo aniversário do álbum.[120]
- a  - denota um produtor vocal
- b  - denota um remisturador

## Equipe e colaboradores
Todo o processo de elaboração de Oops!... I Did It Again atribui os seguintes créditos:
Locais de gravação
| - Avatar Studios: (Nova Iorque) - Battery Studios: (Nova Iorque) - Electric Lady Studios: (Nova Iorque) - East Bay Studios: (Tarrytown) | - Pacifique Studios: (Los Angeles) - Rarc Studios: (Orlando) - Cheiron Studios: (Estocolmo, Suécia) |

Equipe e músicos
| - Gloria Agostini: harpa - Amahid Ajemian: violino - Sanford Allen: violino - Timmy Allen: produção - John Amatiello: engenharia de gravação - Therese Ancker: vocais de apoio - Darryl Anthony: vocais de apoio - Stephanie Baer: vocais de apoio, viola - Julien Barber: viola - Sandra Billingslea: violino - Charlotte Björkman: vocais de apoio - Elan Bongiorno: maquiagem - Alfred Bosco: assistência de engenharia - Alfred V. Brown: contratação orquestral, viola - Bobby Brown: assistência de engenharia - Larry "Rock" Campbell: baixo, programação de bateria, guitarra, produção - Johan Carlberg: guitarra - Cory Churko: programação - Kevin Churko: programação - Tom Coyne: masterização - Marji Danilow &ndash: baixo - Tim Donovan: engenharia de gravação - Barry J. Eastmond: regência, engenharia de gravação, teclados, arranjo orquestral, piano, produção - Michel Gallone: engenharia de gravação, engenharia de mixagem - Winterton Garvey: violino - Eric Gast: engenharia de gravação - Dan Gellert: engenharia de gravação - Stephen George: engenharia de mixagem - Nigel Green: mixagem - Nikki Gregoroff: vocais de apoio - Joyce Hammann: violino - Nana Hedin: vocais de apoio - Richard Henrickson: concertmasterização, violino - Hayley Hill: estilo visual - Ashley Horne: violino - Stanley Hunte: violino - Regis Iandiorio: violino - Jake: teclados, engenharia de mixagem, produção, programação - Robert "Esmail" Jazayeri: programação de bateria, teclados, produção - Rodney Jerkins: engenharia de gravação, engenharia de mixagem, produção, arranjo vocal - Kali: cabeleireiro - Olivia Koppell: viola - David Kreuger: teclados, engenharia de mixagem, produção, programação - Robert John "Mutt" Lange: produção - Jeanne LeBlanc: violoncelo - Jesse Levy: violoncelo | - Thomas Lindberg: baixo - Kristian Lundin: teclados, engenharia de mixagem, produção, programação - Steve Lunt &ndash: A&R, produção, composição, arranjos de cordas - Margaret Magill: violino - Per Magnusson: teclados, engenharia de mixagem, produção, programação - Audrey Martells: vocais de apoio - Max Martin: teclados, engenharia de mixagem, produção, programação, vocais - Harvey Mason, Jr.: engenharia de gravação - Harvey Mason, Sr.: edição - Charles McCrorey: engenharia de gravação, assistência de engenharia - William Meade: coordenação de cordas - Richard Meyer: programação - Kermit Moore: violoncelo - Eugene J. Moye: violoncelo - Jackie Murphy: direção de arte, design - Esbjörn Öhrwall: guitarra - Jeanette Olsson: vocais de apoio - Gene Orloff: violino - Flip Osman: assistência de engenharia - Nora Payne: vocais de apoio - Marion Pinhiero: violino - Jon Ragel: fotografia - Rami: teclados, engenharia de mixagem, produção, programação - Maxine Roach: viola - Anthony Ruotolo: assistência de engenharia - Mark Seliger: fotografia - Dexter Simmons: engenharia de mixagem - Jeanette Söderholm: vocais de apoio - Britney Spears: vocais principais, conceituação, composição - Shane Stoneback: assistência de engenharia - Judith Sugarman &ndash: baixo - Marti Sweet: violino - Gerald Tarack: violino - Chris Tergesen: engenharia de cordas - Michael Thompson: guitarra - Chris Trevett: engenharia, engenharia de mixagem, engenharia vocal - Michael Tucker: engenharia vocal - Andres Von Hofsten: vocais de apoio - Belinda Whitney-Barratt: violino - Clayton Wood: assistência de engenharia - Kent Wood: teclados - Nina Woodford: vocais de apoio - Johnny Wright: gerenciamento de carreira - Mona Yacoub: vocais de apoio - Harry Zaratzian: viola - Xin Zhao: violino |

## Desempenho comercial
Nos Estados Unidos, Oops!... I Did It Again comercializou 500 mil réplicas em seu primeiro dia de disponibilidade. Ele estreou em primeiro lugar na parada Billboard 200, com 1 milhão e 319 mil cópias vendidas na primeira semana. Tal valor tornou-se o maior já registrado por um álbum de uma artista feminina em uma única semana desde que a Nielsen SoundScan iniciou suas operações em 1991, recorde anteriormente pertencente a The Bodyguard, de Whitney Houston, que vendeu 1 milhão e 61 mil exemplares em maio de 1991. Este feito foi mantido por 15 anos, apenas sendo superado em novembro de 2015 quando 25, de Adele, comercializou 3 milhões e 38 mil unidades nos Estados Unidos em sua semana de liberação. Também foi a quantia semanal mais alta já conquistada por um disco de uma mulher desde que Daydream, de Mariah Carey, comercializou 759 mil cópias em dezembro de 1995, bem como a maior para uma semana de lançamento de um disco de uma cantora desde quando Supposed Former Infatuation Junkie, de Alanis Morissette, debutou com 469 mil vendas em 1998. Em sua segunda atualização, Oops!... I Did It Again caiu para o segundo lugar — sendo substituído pela estreia de The Marshall Mathers LP, de Eminem —, com vendas adicionais de 612 mil cópias.
Permaneceu na vice-liderança por quinze semanas consecutivas e na parada por oitenta e quatro edições. Até sua quinta semana de lançamento, o projeto já havia comercializado mais de três milhões de réplicas e ultrapassou cinco milhões em agosto. Em sua décima sétima edição na tabela, recebeu sete certificados de platina pela Recording Industry Association of America (RIAA), em reconhecimento às 7 milhões de cópias adquiridas; foi classificado como o quarto disco com melhores resultados na Billboard 200 em 2000. A SoundScan, por sua vez, o reconheceu como o terceiro mais comprado do ano em território estadunidense — com mais de 7 milhões e 893 mil réplicas —, ficando atrás apenas de  The Marshall Mathers LP e No Strings Attached, de NSYNC. Em 24 de janeiro de 2005, a certificação foi atualizada para diamante (10x platina), denotando vendas de dez milhões de exemplares, tornando-se o segundo disco de Spears a atingir o feito após ...Baby One More Time. Até julho de 2009, mais de 9 milhões e 184 mil compras do produto já haviam sido realizadas no país, excluindo as que foram realizadas em clubes, como o BMG Music Service, onde o material vendeu 1 milhão e 21 mil unidades, sendo o 27.º mais bem posicionado na lista dos mais vendidos de todos os tempos da empresa. Com esse valor, foi reconhecido como o nono disco mais adquirido da década de 2000 no país, sendo o segundo mais bem posicionado por uma artista feminina em carreira solo, atrás apenas de Come Away with Me (2002), de Norah Jones.
No Canadá, entrou na colocação máxima da lista compilada pela revista RPM, com mais de 95 mil cópias adquiridas em seus primeiros 7 dias. Tornou-se o 2.º disco mais comprado de 2000 no país — atrás apenas de The Marshall Mathers LP —,  com mais de 623 mil e 191 unidades adquiridas. Foi, posteriormente, certificado com platina quíntupla pela Music Canada (MC), em reconhecimento às mais de 710 mil unidades comercializadas. Nas regiões latinas da América, também foi um sucesso, nomeadamente na Argentina, o disco atingiu a liderança da tabela de álbuns compilada pela Cámara Argentina de Productores de Fonogramas y Videogramas (CAPIF). A emissora certificou Oops!... I Did It Again com platina após serem registradas 40 mil vendas do projeto na região. Também foi bem-sucedido na Colômbia, onde assumiu o comando da Asociación Colombiana de Productores de Fonogramas (ASINCOL), enquanto no Brasil recebeu certificado de platina pela Pro-Música Brasil (PMB), após exceder 250 mil cópias vendidas. Já na Oceania, especificamente na Austrália, obteve a segunda como melhor posição, e passou dez semanas entre os vinte primeiros colocados; converteu-se no décimo quarto mais adquirido de 2000 no país e foi certificado com dupla platina pela Australian Recording Industry Association (ARIA) no ano seguinte, pelo excedente de 140 mil réplicas. Oops!... I Did It Again estreou em terceiro lugar na parada de álbuns da Nova Zelândia e foi certificado com ouro depois de apenas uma semana na parada. A Recording Industry Association of New Zealand (RIANZ)  certificou-o com platina dupla em recompensa às mais de 30 mil cópias distribuídas na nação.
Em território britânico, o projeto vendeu 88 mil e 145 réplicas em sua semana de lançamento, o que resultou em sua estreia na 2ª posição da UK Albums Chart, sendo impedido de assumir o ápice por Greatest Hits, de Whitney Houston que comercializou 89 mil e 364 réplicas. Oscilou por mais de 59 atualizações na tabela e foi reconhecido como o 19.º disco com melhores resultados naquele ano. Mais tarde, a obra foi premiada com três discos de platina pela British Phonographic Industry (BPI), em recompensa às mais de 900 mil cópias distribuídas na nação. Ao redor da Europa, o conjunto atingiu a liderança na Alemanha, Áustria, Bélgica — onde foi o mais comprado nas regiões de Flandres e Valônia —, França, Portugal, Países Baixos, Noruega, Suécia e Suíça. Em suma, Oops!... I Did It Again encerrou como o terceiro disco mais adquirido de 2000 em todo o continente e, ao atingir vendas de 4 milhões de cópias, recebeu certificado quádruplo de platina pela International Federation of the Phonographic Industry (IFPI). No mundo todo, foi o terceiro álbum no geral, e o primeiro por uma artista feminina, mais comprado do ano de acordo com a IFPI. Tudo isso fez com que se tornasse, até hoje, o segundo álbum de maior sucesso comercial na carreira de Spears, depois de ...Baby One More Time, com mais de 20 milhões de réplicas adquiridas.
| País — Tabela musical (2000)        | Posição de pico |
| ----------------------------------- | --------------- |
| Argentina (CAPIF)                   | 1               |
| Alemanha (GfK Entertainment Charts) | 1               |
| Austrália (ARIA Charts)             | 2               |
| Áustria (Ö3 Austria Top 40)         | 1               |
| Bélgica (Ultratop 50 de Flandres)   | 1               |
| Bélgica (Ultratop 40 de Valônia)    | 2               |
| Canadá (RPM Albums Chart)           | 1               |
| Colômbia (ASINCOL)                  | 1               |
| Dinamarca (Hitlisten)               | 7               |
| Escócia (OCC)                       | 1               |
| Eslováquia (IFPI)                   | 4               |
| Espanha (PROMUSICAE)                | 2               |
| Estados Unidos (Billboard 200)      | 1               |
| Europa (European Top 100 Albums)    | 1               |
| Finlândia (IFPI Finlândia)          | 2               |
| França (SNEP)                       | 1               |
| Grécia (IFPI Grécia)                | 1               |
| Hungria (MAHASZ)                    | 1               |
| Irlanda (IRMA)                      | 3               |
| Itália (FIMI)                       | 5               |
| Islândia (Tónlist)                  | 1               |
| Japão (Oricon)                      | 4               |
| Malásia (RIM)                       | 2               |
| Noruega (VG-lista)                  | 1               |
| Nova Zelândia (Recorded Music NZ)   | 1               |
| Países Baixos (Dutch Charts)        | 1               |
| Portugal (AFP)                      | 1               |
| Reino Unido (UK Albums Chart)       | 2               |
| República Checa (ČNS IFPI)          | 4               |
| Singapura (SPVA)                    | 1               |
| Suécia (Sverigetopplistan)          | 1               |
| Suíça (Schweizer Hitparade)         | 1               |

| País — Tabela musical (2000—09) | Posição |
| ------------------------------- | ------- |
| Estados Unidos (Billboard 200)  | 6       |

| País — Tabela musical                     | Posição |
| ----------------------------------------- | ------- |
| Estados Unidos (Billboard 200) (Mulheres) | 64      |
| Reino Unido (UK Albums Chart)             | 77      |

| País — Tabela musical (2000)        | Posição |
| ----------------------------------- | ------- |
| Alemanha (GfK Entertainment Charts) | 3       |
| Austrália (ARIA Charts)             | 14      |
| Áustria (Ö3 Austria Top 40)         | 5       |
| Bélgica (Ultratop 50 de Flandres)   | 8       |
| Bélgica (Ultratop 40 da Valônia)    | 3       |
| Canadá (Nielsen SoundScan)          | 2       |
| Dinamarca (Hitlisten)               | 16      |
| Espanha (PROMUSICAE)                | 27      |
| Estados Unidos (Billboard 200)      | 4       |
| Europa (European Top 100 Albums)    | 3       |
| Finlândia (Suomen virallinen lista) | 10      |
| França (SNEP)                       | 20      |
| Japão (Oricon)                      | 86      |
| Nova Zelândia (RMNZ)                | 13      |
| Países Baixos (Dutch Charts)        | 13      |
| Reino Unido (UK Albums Chart)       | 19      |
| Suíça (Schweizer Hitparade)         | 4       |
| País — Tabela musical (2001)        | Posição |
| Alemanha (GfK Entertainment Charts) | 69      |
| Áustria (Ö3 Austria Top 40)         | 68      |
| Bélgica (Ultratop 50 de Flandres)   | 75      |
| Bélgica (Ultratop 40 da Valônia)    | 89      |
| Canadá (Nielsen SoundScan)          | 105     |
| Estados Unidos (Billboard 200)      | 28      |
| Europa (European Top 100 Albums)    | 60      |
| França (SNEP)                       | 129     |
| Reino Unido (UK Albums Chart)       | 162     |
| Suíça (Schweizer Hitparade)         | 50      |

| Região                                                                                             | Certificação | Vendas     |
| -------------------------------------------------------------------------------------------------- | ------------ | ---------- |
| Alemanha (BVMI)                                                                                    | 3× Platina   | 900 000^   |
| Argentina (CAPIF)                                                                                  | Platina      | 60 000^    |
| Austrália (ARIA)                                                                                   | 3× Platina   | 310 000^   |
| Áustria (IFPI Áustria)                                                                             | 2× Platina   | 100 000*   |
| Bélgica (BEA)                                                                                      | 3× Platina   | 150 000*   |
| Brasil (Pro-Música Brasil)                                                                         | Ouro         | 250 000    |
| Canadá (Music Canada)                                                                              | 5× Platina   | 710 044    |
| Espanha (PROMUSICAE)                                                                               | 2× Platina   | 200 000^   |
| Estados Unidos (RIAA)                                                                              | 10× Platina  | 10 411 000 |
| Finlândia (Musiikkituottajat)                                                                      | Ouro         | 37 865^    |
| França (SNEP)                                                                                      | Platina      | 300 000*   |
| Hungria (MAHASZ)                                                                                   | Ouro         | 25 000^    |
| Japão (RIAJ)                                                                                       | Ouro         | 205 780    |
| México (AMPROFON)                                                                                  | 2× Platina   | 300 000^   |
| Nova Zelândia (RIANZ)                                                                              | 2× Platina   | 30 000*    |
| Noruega (IFPI Noruega)                                                                             | Platina      | 50 000*    |
| Países Baixos (NVPI)                                                                               | 3× Platina   | 160 000^   |
| Polônia (ZPAV)                                                                                     | Platina      | 100 000*   |
| Reino Unido (BPI)                                                                                  | 3× Platina   | 917 000    |
| Suécia (GLF)                                                                                       | Platina      | 130 000    |
| Suíça (IFPI Suíça)                                                                                 | 2× Platina   | 100 000^   |
| Uruguai (CUD)                                                                                      | Platina      | 6 000‡     |
| Resumos                                                                                            |              |            |
| Europa (IFPI)                                                                                      | 4× Platina   | 4 000 000* |
| Mundo                                                                                              | —            | 20 000 000 |
| *números de vendas baseados somente na certificação ^distribuições baseadas apenas na certificação |              |            |

## Histórico de lançamento
| Região         | Data                 | Formato                                     | Edição   | Gravadora(s) | Ref.    |
| -------------- | -------------------- | ------------------------------------------- | -------- | ------------ | ------- |
| Japão          | 3 de maio de 2000    | CD                                          | Padrão   | Avex Trax    | [ 34 ]  |
| Austrália      | 15 de maio de 2000   | CD                                          | Padrão   | BMG          | [ 148 ] |
| Alemanha       | 15 de maio de 2000   | CD                                          | Padrão   | BMG          | [ 234 ] |
| Reino Unido    | 15 de maio de 2000   | Fita cassete CD                             | Padrão   | Jive         | [ 235 ] |
| Canadá         | 16 de maio de 2000   | CD                                          | Padrão   | BMG          | [ 236 ] |
| Estados Unidos | 16 de maio de 2000   | Cassete CD                                  | Padrão   | Jive         | [ 35 ]  |
| Reino Unido    | 9 de outubro de 2000 | CD                                          | Especial | Jive         | [ 237 ] |
| Austrália      | 23 de março de 2001  | CD+VCD                                      | Especial | BMG          | [ 148 ] |
| Estados Unidos | 26 de abril de 2019  | Disco de vinil (Exclusivo Urban Outfitters) | Padrão   | Legacy       | [ 36 ]  |
| Vários         | 14 de agosto de 2020 | Vinil                                       | Padrão   | Legacy       | [ 37 ]  |
| Estados Unidos | 14 de agosto de 2020 | Cassete (Exclusivo Urban Outfitters)        | Padrão   | Legacy       | [ 238 ] |
| Austrália      | 31 de março de 2023  | Vinil violeta neon                          | Padrão   | Sony         | [ 239 ] |
| Alemanha       | 31 de março de 2023  | Vinil violeta neon                          | Padrão   | Sony         | [ 240 ] |
| México         | 31 de março de 2023  | Vinil violeta neon                          | Padrão   | Sony         | [ 241 ] |
| Polônia        | 31 de março de 2023  | Vinil violeta neon                          | Padrão   | Sony         | [ 242 ] |
| Reino Unido    | 31 de março de 2023  | Vinil violeta neon                          | Padrão   | Sony         | [ 243 ] |
| Estados Unidos | 31 de março de 2023  | Vinil preto                                 | Padrão   | Legacy       | [ 244 ] |